# Bollmannia eigenmanni
Bollmannia eigenmanni es una especie de peces de la familia de los Gobiidae en el orden de los Perciformes.

## Distribución geográfica
Se encuentra en la costa atlántico Estados Unidos.

## Observaciones
Es inofensivo para los humanos.